# Liste von Persönlichkeiten der Stadt Tartu
Diese Liste der Persönlichkeiten der Stadt Tartu enthält Personen, die entweder in Tartu geboren wurden oder lange Zeit dort lebten und in der deutschsprachigen Wikipedia mit einem Artikel vertreten sind. Die Liste erhebt keinen Anspruch auf Vollständigkeit.

## Söhne und Töchter der Stadt Tartu

### Bis 1800
- Heinrich von Stackelberg (um 1305), Vertrauensmann und Vasall des Bischofs von Dorpat
- Lorenz Möller, auch latinisiert Laurentius Molitor († vermutlich 1571 in Reval), evangelisch-lutherischer Theologe und Pädagoge
- Lorentz Creutz der Ältere (1615–1676), schwedischer Freiherr und Generaladmiral
- Jakob von Eggers (1704–1773), General, Kommandant von Danzig
- Georg Friedrich Sahlfeldt (1769–1817), deutsch-baltischer Jurist und Vizegouverneur von Taurien
- Aron Christian Lehrberg (1770–1813), Historiker und Ethnologe
- Georg Philipp August von Roth (1783–1817), Geistlicher, Literat, Zensor und Universitätslektor
- Karl Ernst von Baer (1792–1876), Zoologe und Biologe, Entdecker der Eizelle
- Karl Ernst Claus (1796–1864), deutsch-russischer Pharmazeut und der Chemiker, der das Ruthenium entdeckte
- Konrad Siegmund von Brasch (1779–1835), livländischer Gutsherr

### 19. Jahrhundert

#### 1801 bis 1850
- Karl Friedrich Knorre (1801–1883), Astronom und Mathematiker
- Carl Hermann Hesse (1802–1896), Arzt, Großvater von Hermann Hesse
- Emil Lenz (1804–1865), Physiker
- Alexander Wrangel (1804–1880), russischer General der Infanterie
- Lionel Kieseritzky (1806–1853), livländischer Schachmeister
- Robert Lenz (1808–1836), Sanskritforscher
- Moritz Georg von Kautzmann (1811–1874), deutsch-baltischer evangelisch-lutherischer Pastor
- Ernst Adolph Herrmann (1812–1884), Historiker und Hochschullehrer
- Hermann Martin Asmuss (1812–1859), Zoologe (Entomologe) und Paläontologe
- Ernst Wilhelm Woldemar Schultz (1813–1887), Generalsuperintendent von Estland
- Theodor Friedrich Julius Basiner (1816–1862), russischer Botaniker
- Hermann Eduard Hartmann (1817–1881), deutschbaltischer Maler und Graphiker
- Konrad August von Brasch (1820–1884), baltischer Landespolitiker
- Julie Wilhelmine Hagen-Schwarz (1824–1902), Malerin
- Wilhelm Blum (1831–1904), deutscher Jurist und Reichstagsabgeordneter
- Alexander Georg Schlater (1834–1879), Maler
- Edmund Carl Julius Krüger (1836–1909), deutsch-baltischer Pädagoge und Archäologe
- Friedrich Wilhelm Martin Philippi (1843–1905), deutscher Philologe und Professor der orientalischen Sprachen
- Heinrich Rosenthal (1846–1916), Arzt und gesellschaftlicher Aktivist
- Konrad Freifeldt (1847–1923), Geistlicher, Vizepräsident des Evangelisch-Lutherischen Generalkonsistoriums im Kaiserreich Russland
- Hermann von Bruiningk (1849–1927), baltischer Historiker
- Karl Karlowitsch Masing (1849–1926), russisch-sowjetischer Mathematiker
- Julius von Klever (1850–1924), russischer Maler
- Alexander Wilhelm Prale (1850–1910), Architekt der in Flensburg wirkte, dort Burg Schöneck baute
- Eduard Reinhold Stelling (1850–1922), russlanddeutscher Geophysiker und Meteorologe

#### 1851 bis 1900
- Adolf von Harnack (1851–1930), Theologe
- Alexander von Bunge (1851–1930), Arzt und Forschungsreisender
- Oskar Hoffmann (1851–1912), russisch-deutsch-baltischer Maler der Düsseldorfer Schule
- Johannes Klinge (1851–1902), russisch-deutsch-baltischer Botaniker
- Karl Petrowitsch Jessen (1852–1918), deutsch-baltischer Admiral in der Kaiserlich-Russischen Marine
- Alphons Thun (1853–1885), Nationalökonom
- Alexander von Tobien (1854–1929), deutsch-baltischer Statistiker und Agrarhistoriker
- Wolfgang von Oettingen (1859–1943), Kunst- und Literaturhistoriker
- Moritz Wilhelm Paul Schwartz (1864–1919), deutsch-baltischer Pastor und evangelischer Märtyrer
- Walter von Engelhardt (1864–1940), Gartenarchitekt, Direktor des Gartenbauamtes Düsseldorf
- Friedrich Wagner (1867–1943), katholischer Theologe
- Hans Dragendorff (1870–1941), Klassischer und Provinzialrömischer Archäologe
- Herman Anders Krüger (1871–1945), deutscher Literaturwissenschaftler, Schriftsteller und Politiker
- Sophia Susa Walter (1874–1945), deutsch-baltische Malerin des Impressionismus
- Alexander Stieda (1875–1966), Chirurg
- Erhard Schmidt (1876–1959), deutscher Mathematiker
- Erich von Walter (1877–1957), deutscher Schauspieler
- Georg Hackenschmidt (1878–1968), Ringer und Gewichtheber
- Otto Hermann (1878–1933), Komponist und Dirigent
- Herbert von Oettingen (1878–1946), Superintendent und Schulleiter
- Otto Loening (1880–1962), deutscher Jurist und Politiker, Vizepräsident des Danziger Volkstages
- Gustav Braun (1881–1940), deutscher Geograph und Hochschullehrer
- Paul Thiemann (1881–1954), Stummfilmproduzent in Russland
- Hermann Loeschcke (1882–1958), deutscher Pathologe und Hochschullehrer
- Siegfried Loeschcke (1883–1956), deutscher provinzialrömischer Archäologe
- Leonid Alexejewitsch Kulik (1883–1942), russischer Mineraloge
- Kurt Heinrich Meyer (1883–1952), Chemiker und seit 1932 Prof. der Chemie in Genf
- Paul Hoffmann (1884–1962), Physiologe
- Cezaria Anna Baudouin de Courtenay-Ehrenkreutz-Jędrzejewiczowa (1885–1967), polnische Ethnologin, Kunsthistorikerin und Linguistin
- Heino Eller (1887–1970), Komponist und Musikpädagoge
- Erich von Mendelssohn (1887–1913), Schriftsteller, Dichter und Übersetzer
- Hans Thoma (1887–1973), deutscher Ingenieur
- August Lukin (1888–1942), Schriftsteller und Journalist
- Erich Seeberg (1888–1945), deutscher evangelischer Theologe und Kirchenhistoriker
- Max Bergbohm (1889–1965), Jurist und Ministerialbeamter
- Ernst Heinrich Ein (1889–1956), Jurist
- Ania Teillard, geb. Mendelssohn (1889–1978), Graphologin und Schriftstellerin
- Hellmuth Krüger (1890–1955), Autor, Schauspieler und Kabarettist
- Zinaida Jurjewskaja (1892–1925), Opernsängerin
- Paul Keerdo (1891–1950), Schriftsteller und Politiker
- Herbert Boehm (1894–1954), deutscher Architekt, Stadtplaner und Baubeamter
- Herbert Volck (1894–1944), deutscher Schriftsteller und Abenteurer, NS-Opfer
- Manja von Engelhardt (1895–1977), deutsch-baltische Malerin, Bildhauerin und Medailleurin
- Else Hueck-Dehio (1897–1976), Schriftstellerin
- Dimitrij Andrusov (1897–1976), slowakischer Geologe und Erforscher der Westkarpaten, Enkel von Heinrich Schliemann
- Carl Erdmann (1898–1945), deutscher Historiker und Mediävist
- Felix Kersten (1898–1960), finnischer Physiotherapeut
- Hellmuth Kneser (1898–1973), deutscher Mathematiker
- Gerhard Graubner (1899–1970), deutscher Architekt

### 20. Jahrhundert

#### 1901 bis 1920
- Ernst Krenkel (1903–1971), sowjetischer Polarforscher; Funker des gesunkenen Schiffes Cheliuskin und der sowjetischen Nordpolexpedition Nordpol-1
- Aleksander Mitt (1903–1942), Eisschnellläufer und Radsportler
- Doris Oberländer, geborene Seeberg (1903–1989), Bildhauerin
- Karl Säre (1903–1945), Kommunist und Politiker
- Eduard Männik (1906–1966), Schriftsteller
- Linda Saul (1907–1997), Dirigentin
- Edgar Hark (1908–1986), evangelisch-lutherischer Pastor und Erzbischof
- Wilhelm Hahn (1909–1996), deutscher evangelischer Theologe und Politiker (CDU)
- Walter Kremser (1909–2000), deutscher Forstwissenschaftler
- Wolf von Engelhardt (1910–2008), Geologe und Mineraloge
- Edgar Valter Saks (1910–1984), estnischer Schriftsteller
- Felix Oinas (1911–2004), amerikanischer Linguist und Folklorist estnischer Herkunft
- Ernst von Essen (1912–1986), deutscher Politiker
- Erik Thomson (1915–1990), deutschbaltischer Landwirt und Schriftsteller
- Mirjam Maasikas (1916–1992), estnische Glaskünstlerin und Designerin
- Rupprecht von Vegesack (1917–1976), baltisch-deutscher Maler und Graphiker
- Karl Linnas (1919–1987), Kriegsverbrecher
- Feivelis Šmorgons (1919–unbekannt), lettisch-estnischer Fußballspieler
- Erik Verg (1919–2005), deutscher Journalist

#### 1921 bis 1930
- Villem Gross (1922–2001), Schriftsteller und Journalist
- Ilmar Kullam (1922–2011), Basketballspieler
- Hans-Dieter Brunowsky (1923–2012), Marineoffizier, Volkswirt und Schriftsteller
- Viktor Mutt (1923–1998), estnisch-schwedischer Chemiker und Endokrinologe
- Ivar Grünthal (1924–1996), Schriftsteller, Lyriker und Exilpolitiker
- Ilmar Malin (1924–1994), Maler
- Paul Kaegbein (1925–2023), deutscher Bibliothekar in Berlin und Köln
- Peter Boerner (1926–2015), deutsch-US-amerikanischer Literaturwissenschaftler und Goetheforscher
- Ain Kaalep (1926–2020), Schriftsteller und Literaturwissenschaftler
- Karin Saarsen (1926–2018), Schriftstellerin und Journalistin
- Hans Luik (1927–2017), Schriftsteller und Übersetzer
- Huno Rätsep (* 1927), Sprachwissenschaftler und Finnougrist
- Ants Järv (1928–2019), Literatur- und Theaterwissenschaftler
- Eno Raud (1928–1996), Schriftsteller und Kinderbuchautor
- Eerik Teder (1928–2004), Literaturwissenschaftler und Übersetzer
- Jaan Einasto (* 1929), Astrophysiker
- Reginald Gruehn (1929–2002), deutscher Chemiker, Prof. f. Anorganische u. Analytische Chemie an der Universität Gießen

#### 1931 bis 1950
- Bengt von zur Mühlen (1932–2016), deutscher Filmproduzent
- Hanno Selg (1932–2019), Moderner Fünfkämpfer und Hochschullehrer
- Gero von Wilpert (1933–2009), Autor und Literaturwissenschaftler
- Mart-Olav Niklus (* 1934), Biologe und ehemaliger Riigikogu-Abgeordneter
- Ene-Margit Tiit (* 1934), Mathematikerin und Hochschullehrerin
- Vello Lattik (1935–2007), Schriftsteller
- Eero Loone (* 1935), Philosoph
- Viktor Sepp (1936–2007), Schriftsteller und Übersetzer
- Aarand Roos (1940–2020), Schriftsteller, Finnougrist und Diplomat
- Jaan Kaplinski (1941–2021), Schriftsteller, Lyriker, Übersetzer, Philosoph und Politiker
- Laur Karu (1942–1996), Mediziner und Politiker
- Toomas Savi (* 1942), Politiker
- Tõnu Mets (1943–2019), Radrennfahrer
- Jaak Panksepp (1943–2017), estnisch-US-amerikanischer Psychologe und Hochschullehrer
- Jüri Adams (* 1947), ehemaliger sowjetischer Dissident und estnischer Politiker
- Kaur Alttoa (* 1947), Kunst- und Kulturhistoriker
- Anatoli Krikun (* 1948), sowjetischer Basketballspieler und -trainer
- Robert Närska (* 1948), Wirtschaftswissenschaftler und Politiker
- Peeter Urm (* 1949), Schriftsteller und Arzt
- Endel Nõgene (* 1950), Dirigent

#### 1951 bis 1960
- Miia Rannikmäe (* 1951), Chemikerin, Chemiedidaktikerin und Hochschullehrerin
- Viljar Loor (1953–2011), Volleyballspieler
- Katre Ligi (* 1953), Lyrikerin
- Jaak Aaviksoo (* 1954), Wissenschaftler und Politiker
- Mait Klaassen (* 1955), Wissenschaftler und Politiker
- Ülar Ploom (* 1955), Literaturwissenschaftler und Dichter
- Rein Lang (* 1957), Politiker, Kulturminister der Republik Estland
- Jüri Lumiste (* 1957), Schauspieler und Theaterregisseur
- Toivo Maimets (* 1957), Biologe und Bildungspolitiker
- Tiiu Kirsipuu (* 1957), Hochschullehrerin und Bildhauerin
- Jaan Ross (* 1957), Musikwissenschaftler und Psychologe
- Alexander Artemjew (1958–2005), sowjetisch-russischer Historiker und Archäologe
- Alar Karis (* 1958), Biologe und Politiker
- Enn Lillemets (* 1958), Schauspieler, Lyriker und Kulturhistoriker
- Mati Karmin (* 1959), Bildhauer
- Margus Laidre (* 1959), Diplomat und Historiker
- Jürgen Ligi (* 1959), Politiker
- Reet Palm (* 1959), Ruderin
- Riho Suun (* 1960), Radrennfahrer

#### 1961 bis 1970
- Sven Jürgenson (* 1962), Diplomat
- Jaanus Teppan (* 1962), Skilangläufer
- Renate Pajusalu (* 1963), Sprachwissenschaftlerin
- Toomas Kirsipuu (* 1964), Radrennfahrer
- Tõnu Roosmäe (* 1964), Radrennfahrer
- Sixten Sild (* 1964), Orientierungsläufer
- Tiit Sokk (* 1964), Basketballspieler und Trainer
- Jüri Jaanson (* 1965), Ruderer
- Allan Vainola (* 1965), Musiker
- Piret Kalda (* 1966), Theater- und Filmschauspielerin
- Mart Velsker (* 1966), Literaturwissenschaftler und -kritiker
- Ain Matvere (1967–2018), Badmintonspieler
- Kuldar Leis (* 1968), Unternehmer und Politiker
- Kersti Kaljulaid (* 1969), Politikerin, Staatspräsidentin
- Jaan Kirsipuu (* 1969), Radsportler
- Meelis Lindmaa (* 1970), Fußballspieler

#### 1971 bis 1980
- Lauris Kaplinski (* 1971), Informatiker und Bioinformatiker
- Andrus Aug (* 1972), Radsportler
- Ilmar Tamm (* 1972), Offizier
- Maarika Võsu (* 1972), Degenfechterin
- Lauri Madise (* 1974), Jurist
- Enno Mõts (* 1974), Offizier
- Silja Suija (* 1974), Skilangläuferin
- Vahur Aabrams (* 1975), Germanist und Übersetzer
- Markko Märtin (* 1975), Autorennfahrer
- Anneli Ott (* 1976), Politikerin
- Peep Peterson (* 1975), Gewerkschafter und Politiker
- Heidy Purga (* 1975), Journalistin und Politikerin
- Kristina Šmigun-Vähi (* 1977), Skilangläuferin
- Margus Tsahkna (* 1977), Politiker
- Tanel Tein (* 1978), Basketballspieler
- Katrin Šmigun (* 1979), Skilangläuferin
- Jaanus Uudmäe (* 1980), Leichtathlet

#### 1981 bis 1990
- Peeter Kümmel (* 1982), Skilangläufer
- Rolf Roosalu (* 1982), Sänger und Musicaldarsteller
- Martin Vunk (* 1984), Fußballspieler
- Oliver Konsa (* 1985), Fußballspieler
- Karl Jaani (* 1985), Beachvolleyballspieler
- Margit Lõhmus (* 1985), Künstlerin und Schriftstellerin
- Leila Luik (* 1985), Langstreckenläuferin
- Liina Luik (* 1985), Langstreckenläuferin
- Lily Luik (* 1985), Langstreckenläuferin
- Artjom Baranov (* 1986), estnisch-deutscher Regisseur, Drehbuchautor und Produzent
- Alo Jakin (* 1986), Radrennfahrer
- Mario Hansi (* 1987), Fußballspieler
- Markus Jürgenson (* 1987), Fußballspieler
- Maris Mägi (* 1987), Leichtathletin
- Illimar Pärn (* 1988), Skispringer
- Eino Puri (* 1988), Fußballspieler
- Kristi Hausenberg (* 1989), Fußballspielerin
- Karel Tammjärv (* 1989), Skilangläufer
- Roni Zorina (* 1989), deutsche Schauspielerin
- Mari Klaup-McColl (* 1990), Siebenkämpferin
- Siim Tenno (* 1990), Fußballspieler
- Mait Toom (* 1990), Fußballspieler

#### 1991 bis 2000
- Kaur Kivistik (* 1991), Leichtathlet
- Eron Krillo (* 1991), Fußballspieler
- Merilyn Uudmäe (* 1991), Leichtathletin
- Julia Beljajeva (* 1992), Degenfechterin
- Rasmus Mägi (* 1992), Hürdenläufer
- Kaarel Torop (* 1992), Fußballspieler
- Kevin Ingermann (* 1993), Fußballspieler
- Anna Regina Kalk (* 1993), Jazz- und Fusionmusikerin
- Tähti Alver (* 1994), Leichtathletin
- Norman Vahtra (* 1996), Radrennfahrer
- Kristin Kuuba (* 1997), Badmintonspielerin
- Maarja Johanna Mägi (* 1997), Schauspielerin
- Liisa Remmelg (* 1997), Volleyball- und Beachvolleyballspielerin
- Helina Rüütel (* 1997), Badmintonspielerin
- Johannes Erm (* 1998), Zehnkämpfer
- Hans-Christian Hausenberg (* 1998), Leichtathlet
- Marcella Liiv (* 1998), Speerwerferin
- Kenneth Raisma (* 1998), Tennisspieler
- Rahel Repkin (* 1998), Fußballspielerin
- Karel Tilga (* 1998), Zehnkämpfer

### 21. Jahrhundert
- Eerik Haamer (* 2001), Stabhochspringer
- Madis Mihkels (* 2003), Radrennfahrer
- Mehis Udam (* 2004), Biathlet
- Oliver Ojakäär (* 2005), Tennisspieler
- Eneli Jefimova (* 2006), Schwimmerin

## Persönlichkeiten, die mit Tartu in Verbindung stehen
Zahlreiche Persönlichkeiten stehen als Professoren, Alumni, Studenten und Angestellte der Universität mit Tartu in Verbindung. Ferner sind zu nennen:
- Johann Jakob Friedrich Wilhelm Parrot (1792–1841) deutschbaltischer Naturforscher und Forschungsreisender
- Friedrich Amelung (1842–1909), baltischer Schachspieler und Schachkomponist
- Andreas Ascharin (1843–1896), baltisch-russischer Literaturübersetzer und Schachspieler
- Nikolai Bezhanitsky (1859–1919), russisch-orthodoxer Priester der örtlichen St.-Georgs-Gemeinde, Märtyrer zur Zeit des Estnischen Freiheitskrieges
- Michael Bleive (1873–1919), russisch-orthodoxer Priester der örtlichen Mariä-Entschlafungs-Gemeinde, Märtyrer zur Zeit des Estnischen Freiheitskrieges
- Johann Georg Andreas von Brückner (1744–1814), deutscher Jurist
- Werner Gruehn (1887–1961) war ein evangelischer Theologe und Religionspsychologe, Gründer und Rektor der Privaten Deutschen Theologisch-Philosophischen Luther-Akademie in Dorpat
- Miina Härma (1864–1941), erste estnische Komponistin, Organistin und namhafte Chorleiterin, 1939 Ehrendoktor der Universität Tartu und Ernennung zur Ehrenprofessorin des Tallinner Konservatoriums
- Traugott Hahn (1875–1919), deutscher evangelischer Theologe und Pfarrer, Professor in Dorpat, Märtyrer des estnischen Befreiungskampfes und der evangelischen Kirche
- Arnold Hasselblatt (1852–1927), Historiker und Journalist
- Melchior Hofmann (um 1500–1543), lutherischer Sendbote und späterer Täufer in Dorpat, löste als Prediger 1524 durch seine Predigt den Dorpater Bildersturm aus
- August Alexander Kämmerer (1789–1858), deutscher Geologe und Apotheker, vermachte der Universität Dorpat eine Mineraliensammlung
- Friedrich Maximilian Klinger (1752–1831), deutscher Dichter des Sturm und Drang, in Dorpat gestorben
- Jakob Michael Reinhold Lenz (1751–1792), deutscher Dichter des Sturm und Drang, 1759 mit seiner Familie nach Dorpat gezogen, verließ die Stadt 1768, um in Königsberg zu studieren
- Oskar Lieven (1852–1912), russischer Chemiker und Unternehmer, wuchs ab 1863 in Tartu auf
- Jaan Tõnisson (1868–vermutlich Juli 1941), estnischer Verleger, Politiker, Ministerpräsident und Staatsoberhaupt der Republik Estland
- Edgar Valter (1929–2006), einer der bedeutendsten zeitgenössischen Kinderbuchautoren, Illustratoren und Karikaturisten in Estland, in Tartu gestorben
- Johann Anton Weinmann (1782–1858), Botaniker, erster gärtnerischer Leiter des 1803 gegründeten botanischen Gartens